# Sićevo (Niška Banja)
Sićevo (v srbské cyrilici Сићево) je vesnice na jihu Srbska, administrativně spadající pod Nišavský okruh, přesněji opštinu Niška Banja. V roce 2002 mělo Sićevo 1007 obyvatel. Nachází se v údolí Svrljigského pohoří.
Podle vesnice se jmenuje i nedaleká Sićevská soutěska. V blízkosti vesnice se nachází také stejnojmenný klášter.

## Historie
Samotné Sićevo vzniklo na současném místě v 18. století osadníky, kteří během druhého Stěhování Srbů opustili Kosovo a vydali se směrem na sever. Zatímco řada jejich krajanů odešla až na území dnešní Ukrajiny, někteří zůstali v dnešním jihovýchodním Srbsku.[zdroj?]
Obyvatelstvo vesnice se věnuje vinařství a ovocnářství, méně také chovu dobytka. Vinařství se v Sićevu a okolí dařilo již v dobách existence Osmanské říše. Roku 1895 zde bylo založeno vinařské družstvo.
V roce 1905 se vesnice proslavila v celém Srbsku vznikem umělecké kolonie, ve které působila řada spisovatelů, básníků, malířů a jiných umělců.
V letech 1922–1935 byla na řece Nišavě vybudována hydroelektrárna.